# Miriam Leone
 (février 2022).
Si vous disposez d'ouvrages ou d'articles de référence ou si vous connaissez des sites web de qualité traitant du thème abordé ici, merci de compléter l'article en donnant les références utiles à sa vérifiabilité et en les liant à la section « Notes et références ».
Miriam Leone (née le 14 avril 1985 à Catane) est une mannequin, animatrice de télévision et actrice italienne.
Après avoir été élue Miss Catane, elle remporte le titre de Miss Italie en 2008. Elle commence alors une carrière de présentatrice à la télévision puis d'actrice, au cinéma et surtout à la télévision où elle est remarquée dans la série 1992 et ses suites ainsi que dans Squadra criminale où elle incarne la protagoniste principale.

## Biographie
Miriam Leone est née le 14 avril 1985 à Catane en Sicile. Après avoir fréquenté le lycée Gulli e Pennisi d'Acireale, elle s'inscrit à la faculté de lettres et de philosophie de l'université de Catane tout en suivant parallèlement des cours d'art dramatique. Lors du concours de Miss Italie 2008, après avoir été éliminée, elle est repêchée et remporte finalement la couronne.
Le 1er juin 2009, en compagnie de Arnaldo Colasanti elle présente l'émission Un matin d'été sur Rai Uno. En 2010, elle fait ses débuts comme actrice sur le petit écran avec le téléfilm Le Rythme de vie réalisé par Rossella Izzo et diffusé sur Canale 5. Quelque temps après, elle fait ses premiers pas au cinéma dans Parent et enfants.
Par la suite elle enchaine plusieurs téléfilms et présentations TV sur les chaînes du groupe Rai, comme le programme Mattina in famiglia sur Rai 1,.
De 2015 à 2018, elle joue dans 1992, 1993 et 1994 avec Stefano Accorsi et Guido Caprino dans une série située au début des années 1990, période agitée par les enquêtes Mani pulite. En 2016, elle retrouve Guido Caprino dans un second rôle dans la série internationale Les Médicis : Maîtres de Florence. Elle est la protagoniste de Squadra criminale, série policière dans laquelle elle incarne une enquêtrice intuitive et obstinée à la vie familiale difficile et hantée par bien des secrets.
En 2019 elle est membre du jury du 2e Festival Canneséries, sous la présidence du réalisateur et scénariste suisse Baran bo Odar.

## Filmographie

### Télévision
- 2010 : Il ritmo della vita (it) (téléfilm) : Lisbeth
- 2011–2012 : Giovanna, commissaire (série) : Mara Fermi
- 2011 : Camera Café (sitcom, S05-E08) : Annalisa
- 2011 : Big End - Un mondo alla fine (série, pilote)
- 2012 : Un passo dal cielo (série, S02) : Astrid
- 2014 : La dama velata (it) (série) : Comtesse Clara Grandi in Fossà. ☆
- 2014 : Il tredicesimo apostolo (it) (série) : caméo
- 2015 - 2018 : 1992, 1993 et 1994 (série) : Veronica Castello
- 2015-2017 : Squadra criminale (série, S01, S02) : Valeria Ferro
- 2016 : Les Médicis : Maîtres de Florence (série, S01 - E01, E02) : Bianca
- 2017 : In arte Nino (it) (téléfilm)

### Cinéma
- 2010 : Genitori & figli - Agitare bene prima dell'uso de Giovanni Veronesi : journaliste
- 2011 : I soliti idioti - Il film (it) d'Enrico Lando : journaliste télé
- 2014 : Fratelli unici d'Alessio Maria Federici : Sofia
- 2014 : La scuola più bella del mondo (it) de Luca Miniero : professeure Margherita Rivolta
- 2016 : Un paese quasi perfetto de Massimo Gaudioso : Anna
- 2016 : Bienvenue en Sicile (In guerra per amore) de Pierfrancesco Diliberto : Flora
- 2016 : Fais de beaux rêves (Fai bei sogni) de Marco Bellocchio : Agnese
- 2018 : Metti la nonna in freezer (it) de Giancarlo Fontana et Giuseppe G. Stasi : Claudia
- 2018 : Le Témoin invisible (Il testimone invisibile) de Stefano Mordini : Laura Vitale
- 2021 : Diabolik de Marco et Antonio Manetti : Eva Kant
- 2021 : Marilyn ha gli occhi neri de Simone Godano : Clara
- 2022 : Corro da te de Riccardo Milani : Chiara
- 2022 : WAR - La guerra desiderata de Gianni Zanasi
- 2022 : Diabolik: Ginko all'attacco de Marco et Antonio Manetti : Eva Kant
- 2023 : Diabolik, chi sei? de Marco et Antonio Manetti : Eva Kant